# Municipal District of Bighorn No. 8
Der Municipal District of Bighorn No. 8 ist einer der 63 „municipal districts“ in Alberta, Kanada. Der Verwaltungsbezirk gehört zur „Census Division 15“ und war bis 2009 Teil der Calgary Metropolitan Region. Seitdem ist er Teil der Region Alberta’s Rockies. Der Bezirk als solches wurde zum 1. April 1945, durch Zusammenlegung mehrerer anderer Verwaltungsbezirke, eingerichtet (incorporated als „Improvement District No. 46“) und sein Verwaltungssitz befindet sich im Weiler Exshaw.
Der Verwaltungsbezirk ist für die kommunale Selbstverwaltung in den ländlichen Gebieten sowie den nicht rechtsfähigen Gemeinden, wie Dörfern und Weilern und ähnlichem, zuständig. Für die Verwaltung der Kleinstädte (Town) in seinen Gebietsgrenzen ist er nicht zuständig.

## Lage
Der „Municipal District“ liegt im südlichen Westen der kanadischen Provinz Alberta, am nördlichen Rand des Kananaskis Countrys. Im Norden folgt die Bezirksgrenze weitgehend dem Red Deer River bzw. dem Panther River, während im Süden die Bezirksgrenze südlich des Bow River verläuft. Im Westen bilden die Berge der kanadischen Rocky Mountains sowie der Banff-Nationalpark die Grenze.
Die Hauptverkehrsachsen des Bezirks sind der in Ost-West-Richtung verlaufende Alberta Highway 1 (als südliche Route des Trans-Canada Highway) und parallel dazu der Alberta Highway 1A, sowie in Nord-Süd-Richtung der Alberta Highway 40. Weiterhin verläuft eine transkontinentale Strecke der Canadian Pacific Railway durch den Bezirk.
Im Südosten des Bezirks findet sich ein Reservat (Stoney 142-143-144) der First Nation, hier verschiedener Gruppen der Stoney Nakoda Nation. Laut dem „Census 2016“ leben in dem bezirksübergreifenden 445,72 km² großen Reservat 3713 Menschen.
Im Bezirk befindet sich keiner der Provincial Parks in Alberta, obwohl am Stadtrand von Canmore der Canmore Nordic Centre Provincial Park liegt. Allerdings liegt dieser bereits im angrenzenden Kananaskis Improvement District.
|                                 | Clearwater County                           | Mountain View County |
| Kananaskis Improvement District | Kompassrose, die auf Nachbargemeinden zeigt | Rocky View County    |
|                                 | Improvement District 09 (Banff)             | Foothills County     |

## Bevölkerung
| Jahr | Erhebung          | Einwohner | Änderung | Fläche (km²) | Bev.-dichte (EW/km²) |
| ---- | ----------------- | --------- | -------- | ------------ | -------------------- |
| 2021 | Volkszählung 2021 | 1598      | + 20,7 % | 2.678,80     | 0,6                  |
| 2016 | Volkszählung 2016 | 1334      | - 0,5 %  | 2.761,18     | 0,5                  |
| 2011 | Volkszählung 2011 | 1341      | + 6,1 %  | 2.767,94     | 0,5                  |

## Gemeinden und Ortschaften
Folgende Gemeinden liegen innerhalb der Grenzen des Verwaltungsbezirks:
- Stadt (City): keine
- Kleinstadt (Town):  Canmore
- Dorf (Village): keine
- Weiler (Hamlet): Benchlands, Dead Man’s Flats, Exshaw, Harvie Heights, Lac Des Arcs

Außerdem bestehen noch weitere, noch kleinere Ansiedlungen und zahlreiche Einzelgehöfte, sowie mehrere Sommerdörfer.